# Abaj Kunanbajuly
Abaj (Ibráhím) Kunanbajuly (kazašsky Абай Құнанбайұлы, rusky Абай Кунанбаев, Abaj Kunanbajev) (29. červencejul./ 10. srpna 1845greg. – 23. červnajul./ 6. července 1904greg.) byl kazašský básník, filozof, hudební skladatel, myslitel, veřejný činitel, zakladatel kazašské písemné literatury a její první klasik, reformátor kultury v duchu sblížení s ruskou a evropskou kulturou na základě osvíceného liberálního islámu.
Jeho skutečné jméno bylo Ibráhím (aranská analogie jména proroka Abraháma), ale celý život užíval přezdívku Abaj (kaz. „pozorný“, „opatrný“), kterou mu dala v dětství babička Zere. Synovec Abaje, Šakarim Kudajberdiuly, je rovněž známý kazašský básník.

## Život
Abaj Kunanbajuly se narodil ve městě, které se dnes jmenuje Karaul. Nachází se v okrese Abaj ve východním Kazachstánu. Jeho rodina byla bohatá a patřila do místní šlechty.
Prvního vzdělání se mu dostalo doma u Mullaha, poté odešel do medresy v Semipalatinsku, kde ho učil Mullah Ahmet Ryza. Přitom také navštěvoval ruskou školu. Na konci pětiletého studia začal psát verše. Od 13 let ho otec Kunanbaj začíná učit dovednostem hlavy rodu. Ve věku 28 let Abaj přestává být hlavou rodu a věnuje se samostudiu. Až ve 40 letech začíná psát své první zralé básně.
Formování jeho světonázoru ovlivnili básníci a vědci z Východu, kteří se drželi humanistických myšlenek (Firdausí, Alíšer Navoí, Nizami Ganjavi, Muhammad Füzuli, Avicenna a jiní), a také díla ruských klasiků, jejich prostřednictvím tedy i celá evropská literatura. Věnoval se i překladatelství, především Krylova, Lermontova, Puškina, Goetheho a Byrona.
Podporoval rozšiřování ruské a evropské literatury v Kazachstánu.
Podle sovětských literárních vědců byl Abaj odpůrcem "otrockého místa ženy ve společnosti" a "sociálního zla a ignorantství".
V dějinách kazašské literatury má Abaj Kunanbajuly významné místo, obohatil kazašský veršový systém o nové směry. Zavedl nové veršové formy: oktáva, sestina a jiné.
Napsal kolem 170 básní a 56 překladů a také známé dílo Čtyřicet rozjímání o životě a lidech (Қара сөздер). Tato prozaická poema se skládá z 45 krátkých podobenství a filozofických traktátů, ve kterých Abaj rozjímá o problémech národního vychování a světonázoru, morálky a práva, historii. Čtyřicet rozjímání o životě a lidech přeložil do češtiny Luděk Hřebíček.
Byl také talentovaný a originální skladatel. Vytvořil kolem 20 skladeb, které jsou populární dodnes. Některé své básně rovněž zhudebnil.

## Filozofie
Pro pochopení filozofických názorů Abajových mohou být zvláště důležitým a cenným zdrojem jeho moralistické novely. Rozebírá v nich filozofické otázky a snaží se vyložit své názory na původ světa. Abaj pokládá za pravdivé tvrzení, že stvořitelem světa je Bůh, omezuje však úlohu Boha na akt stvoření.